# Українська академія архітектури
Академія архітектури України (Українська академія архітектури; ААУ) — громадська науково-творча організація, що об'єднує архітекторів-практиків, теоретиків архітектури й істориків.
Заснована 14 лютого 1992 р. в Києві, має філії в Одесі, Львові та Харкові. До складу УАА входять як окремі особи, так і установи, зокрема ряд інститутів, управління архітектури та містобудування Києва, Одеси, Миколаєва, архітектурні факультети вишів.

## Опис
Академія архітектури України є одним з головних наукових, методичних і координаційних центрів України з архітектури і містобудування. Академія науково обґрунтовує і забезпечує шляхи розвитку архітектури як мистецтва формування середовища, яке могло б задовольнити матеріальні і духовні потреби сучасної людини та суспільства.

### Склад
Почесні, дійсні члени і члени-кореспонденти Академії обираються таємним голосуванням, на 2016 рік ААУ налічує:
- 213 індивідуальних членів,
- 74 почесних членів,
- 58 дійсних членів,
- 81 член-кореспондента,
- 25 докторів наук,
- 44 професори,
- 53 кандидата наук,
- 10 народних архітекторів,
- 5 народних художників,
- 40 заслужених архітекторів і будівельників,
- 2 заслужених діячі мистецтв,
- 4 лауреати Державної премії ім. Т. Г. Шевченка,
- 33 лауреати Державної премії України,
- 44 лауреати премій колишнього СРСР,
- 20 членів Міжнародних академій.

Серед 80 колективних членів і базових організацій такі ведучі організації України, як КиївЗНДІЕП, КиївНДПІ містобудування, КиївНДІТАГ, УкрНДІцивільсільбуд, Західцивільпроект, творчі архітектурні майстерні, фірми та інші вітчизняні і закордонні організації. Колективними членами УАА можуть стати організації, в тому числі і закордонні.
Академія має три філії: у Львові, Харкові та Одесі, представництва в Полтаві, Дніпрі, Івано-Франківську, Тернополі, Сумах, одна інсувала в Криму до анексії.

## Діяльність академії
- забудова міст і сіл;
- будівлі та споруди;
- архітектурознавство та синтез мистецтв;
- конструкції, матеріали та інженерне забезпечення будівництва.

- розробка національної стратегії містобудівного розвитку України і її регіонів;
- проведення фундаментальних і прикладних наукових досліджень, опрацювання міжнародних, державних і регіональних програм за напрямками своєї діяльності;
- створення науково-методичної бази для збереження і відродження архітектурно-історичної спадщини міст і сіл;
- розробка наукових засад формування сучасної архітектури на основі спадкоємного розвитку національних традицій і впровадження науково-технічних досягнень;
- інженерне забезпечення архітектури і містобудування;
- створення умов для підвищення професійної майстерності, підготовки висококваліфікованих кадрів, використання наукових і практичних знань;
- сприяння міжнародному співробітництву в галузі архітектури і містобудування;
- проведення і участь у конференціях, семінарах, конкурсах, тендерах, виставках;
- сприяння виданню монографій видатних архітекторів

Українська академія архітектури працює в тісній співдружності з багатьма державними науково-дослідними організаціями.

## Керівництво
Вищим органом Академії є Загальні збори. Керівними органами, які діють в проміжках між загальними зборами, є Президія і бюро Президії у складі: 
- Президент — Валентин Григорович Штолько, з 14.09.2021 – Олег Семенович Слєпцов
- Віце-президент — Микола Мефодійович Дьомін
- Віце-президент — Леонід Володимирович Прибєга
- Головний вчений секретар — Євген Єлисійович Клюшниченко
- Вчений секретар — Авдєєва Марина Самуїлівна